# Alexander Hamilton híd
Az Alexander Hamilton híd Manhattan és Bronx között helyezkedik el New Yorkban. A nyolc sávos I-95-ös úttal a Cross Bronx gyorsforgalmi utat és a Trans-Manhattan autópályát köti össze. A hidat 1963. január 15-én adták át a forgalomnak, ugyanazon a napon amikor a Cross Bronx gyorsforgalmi utat is. A híd teljes hossza, a megközelítéssel együtt 724 méter, legnagyobb támaszköze 169 méter, a víz feletti legnagyobb magassága 41 méter. Nevét Alexander Hamiltonról, az Egyesült Államok első pénzügyminiszteréről kapta.

## Története

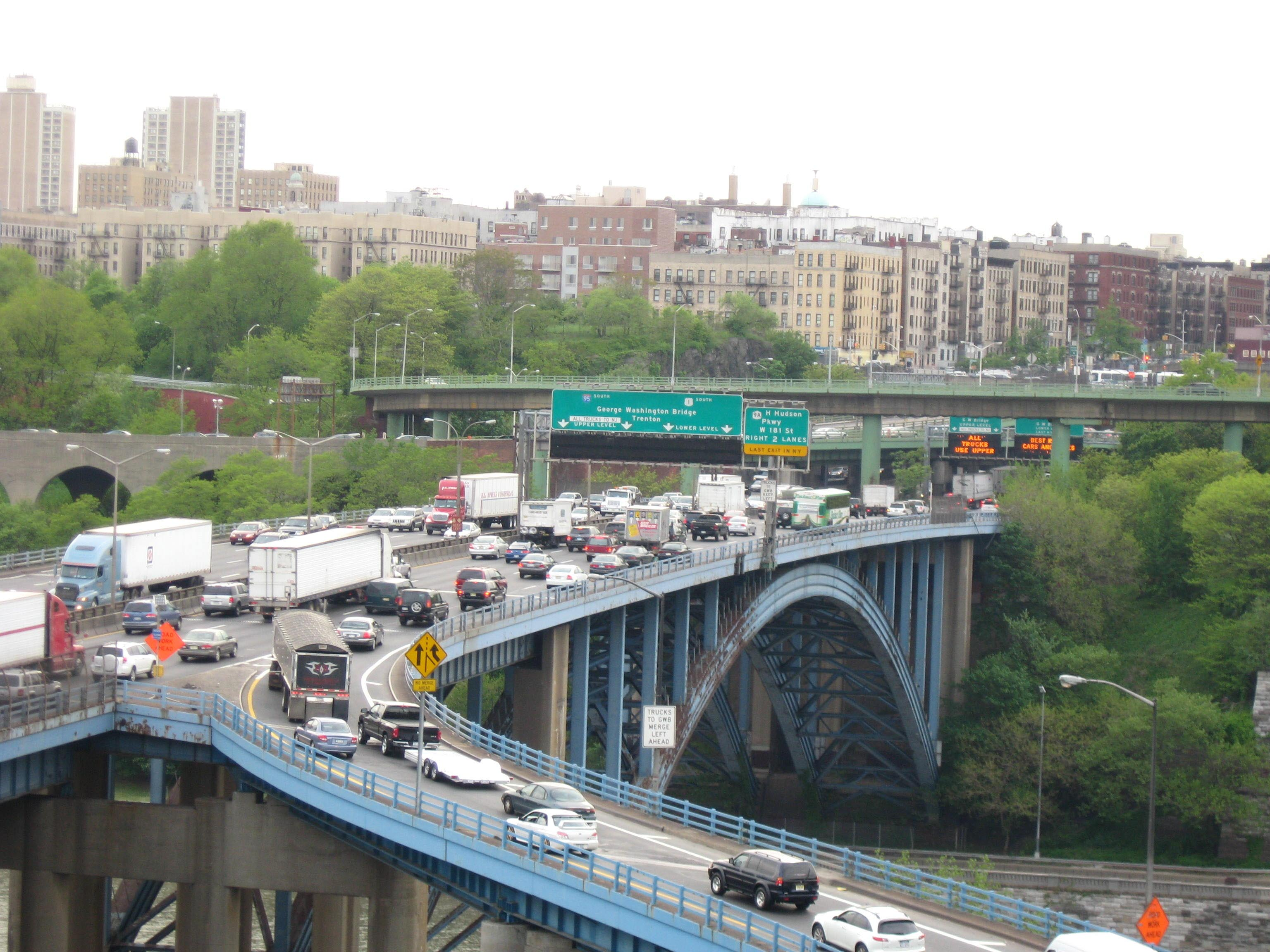
A híd látképe Bronxból.

Miután 1931-ben elkészült a George Washington híd a forgalom a mostani hídtól északabbra, a Washington hídra terelte a forgalmat. Robert Moses 1955-ös jelentésében leírta, hogy a George Washington híd nem lesz képes a megnövekedett forgalom levezetésére és ezért új híd építésére lesz szükség. Így született az az elképzelés, hogy a George Washington híd alsó szintjének forgalmát a tervbe vett híd vezesse le. A híd ára 7,5 millió $ volt, de a teljes költségvetés (csomópontok) $21 millió. 1960. február 15-én kezdték el építeni és 1963. január 15-én adták át a forgalomnak. A híd spirális felhajtókkal lévő kapcsolata a Major Deegan autópályával 1964-ben került kiépítésre. Ezenfelül a híd egy viadukt rámpával kapcsolódik a Harlem River Drive-ra, így biztosítva elérést az Amsterdam sugárútra.

## Működése
A híd karbantartója, New York City közlekedési hivatala 2008-ban végzett felmérése szerint a hídon egy nap 189 598 gépjármű halad át.